# 河田耕一
河田 耕一（かわた こういち、1935年 - ）は、工学者、高知工科大学名誉教授。工学博士。
京都大学鉄道研究会OB。京都大学工学部に在学中から『鉄道模型趣味』（機芸出版社）にて執筆。松下技研（現：パナソニック）に勤務ののち大学教授となり、高知工科大学教授を2006年3月31日に退官した。
河田は鉄道模型趣味に関する情報が少ない時代から、それらについて執筆活動を継続して行い、特にストラクチャーの製作においては先駆となった。松下技研の部長時代は「日本の普通の道」を調べることが趣味であった。

## 略歴

### 工学
- 1962年[9]京都大学工学部卒業[6]。
- 松下技研[6]。
- 2006年3月31日 - 高知工科大学工学部知能機械システム工学科、大学院工学研究科教授、退官[3]。

### 鉄道模型
鉄道模型のレイアウトやレイアウトセクションを製作する上で必要なシーナリィや建造物についての趣味的な資料が少ない時代に、『鉄道模型趣味』（機芸出版社）にてそれらに関する記事の執筆を行い、『シーナリィ・ガイド』（同、1974年）としてまとめられ、増刷を重ねた。また、同書に納められなかった記事は『シーナリィ・ストラクチャー ガイド 1』（共著、同、1988年）に掲載された。
鉄道模型のストラクチャーの製作においては先駆となった。『鉄道模型趣味』では数々のストラクチャーの製作記事を発表し、『レイアウト・モデリング』（共著、同、1972年）や『レイアウト・テクニック』（共著、同、1973年）にまとめられた。日本の建造物のストラクチャー製作に欠かせない瓦屋根の製作方法を考案した。
河田がシーナリィやストラクチャーの取材をするきっかけは、『鉄道模型趣味』（1957年1月号）に掲載された、湯山一朗の
という一文であったという。当時は実物に即したレイアウトを製作しようとしても、車輛以外の鉄道風景や建造物に関する資料が皆無に等しかった。そこで河田は日本の鉄道を回り、写真を撮り始めた。写真撮影の方針は次の二つである。
- もっとも普通の風景をもっとも普通に撮る。
- できるだけ多くの事物を写しこむ。

これらの写真から生まれたのが『シーナリィ・ガイド』である。撮影した写真を基に、鉄道施設の建造物の模型制作記事を『鉄道模型趣味』に発表し、多くの優れたストラクチャーを生むきっかけとなった。
2009年には著書『鉄道風景30題』（機芸出版社、2008年）が鉄道友の会の「2009年 島秀雄記念優秀著作賞 単行本部門」に選定される。鉄道施設は建築学・土木工学的側面から解説される場合が多いが、本著作物は河田の半世紀にわたる趣味的で独特な視点から見た内容となっており、河田の鉄道訪問当時を回想をしながらの作風が選定理由となった。

#### 絵画
2009年4月15日から20日にかけて、銀座ミレージャギャラリーにおいて、『河田耕一 個展「鉄道の風景を描く - 北から南まで」』が開かれ、1953年から2008年までの列車や鉄道施設、沿線風景、乗客、鉄道現業部門の職員などの様子を描いた風景画が40作品展示された。

## 著書
単著
- 『鉄道風景30題 - 過ぎ去ったときを再現する』（初版）機芸出版社、2008年11月1日。ISBN 978-4-905659-16-7。
- 『シーナリィ・ガイド』（初版）機芸出版社、1974年6月15日。
  - 上記書籍は『鉄道模型趣味』No.101（1956年）- No.278（1968年）に掲載された鉄道のシーナリィとストラクチャーに関する記事を抜粋・編集した書籍[15]。

共著
- 片野正巳 編集 編『シーナリィ・ストラクチャー ガイド 1』機芸出版社、1988年4月25日。
- 山崎喜陽 編集 編『レイアウト・テクニック』（初版）機芸出版社、1973年10月15日。
- 山崎喜陽 編集 編『レイアウト・モデリング』（初版）機芸出版社、1972年1月20日。